# Alvor
Alvor est une freguesia portugaise située dans le district de Portimão.
La population était de 4 997 habitants en 2001. Sa superficie est de 1.518,35 ha.
Situé en bordure de l'océan Atlantique, ce village de pêcheurs dont les maisons traditionnelles forment l'essentiel du centre historique, est désormais bordé sur ses plages de nombreuses résidences et hôtels à vocation touristique.

## Photos

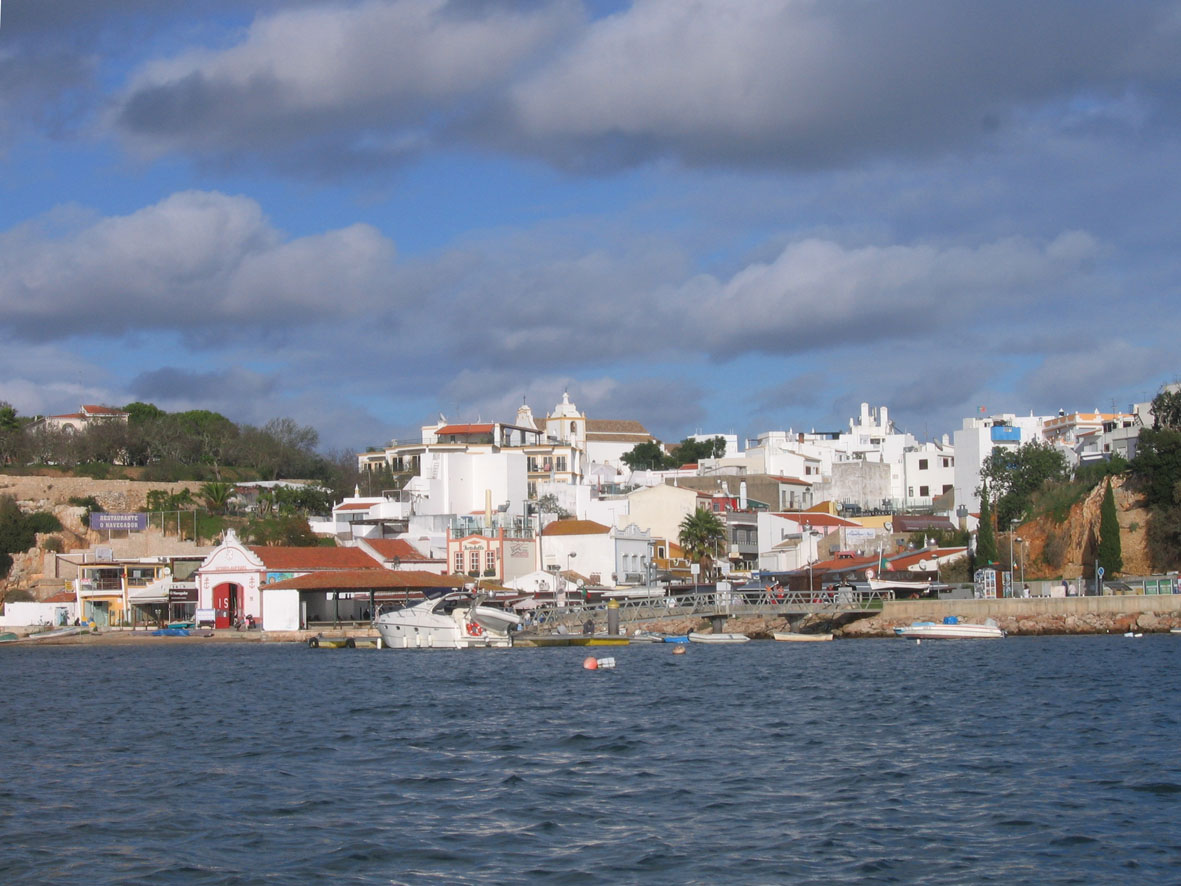
Port d'Alvor
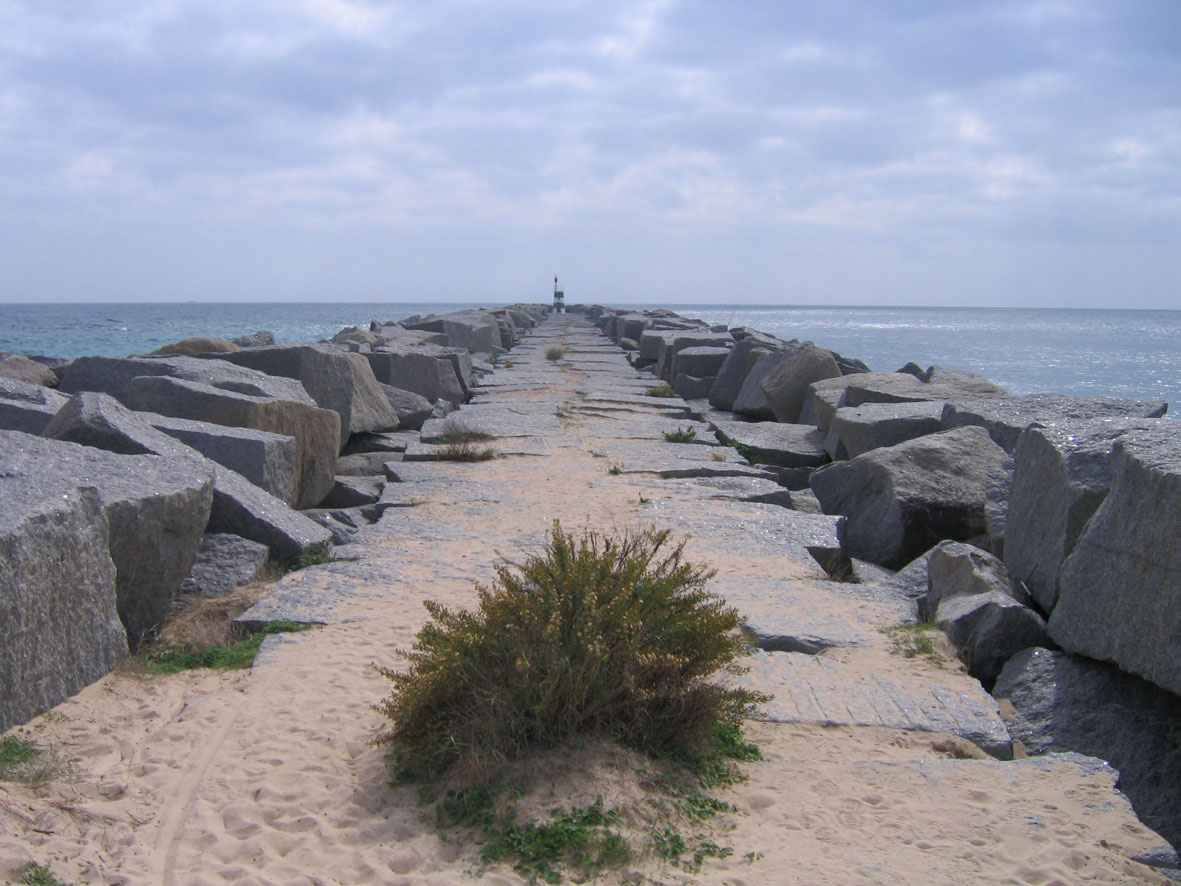
La digue
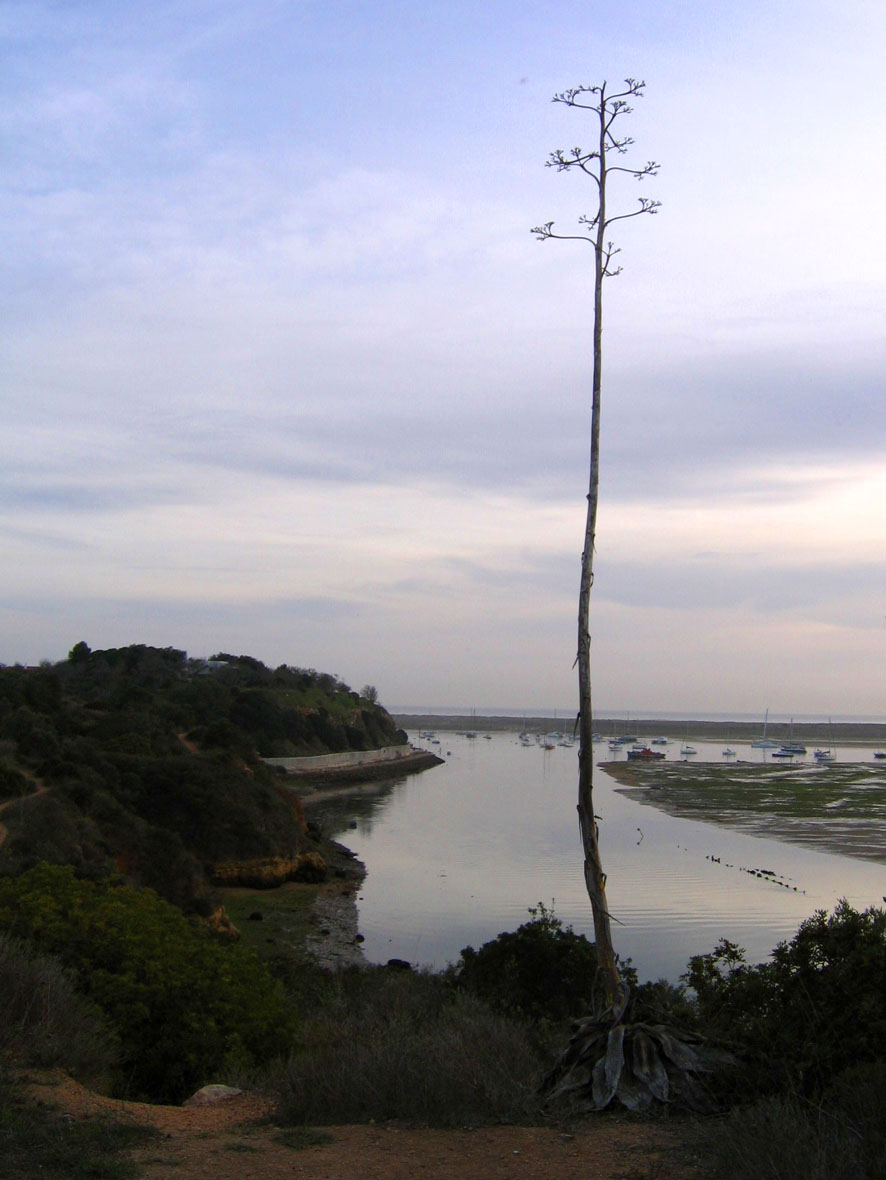
La Ria de Alvor

## Sources
1. ↑  Quinta Praia relatorio, p. 4, 2011